# 松岡恵美子
松岡 恵美子（まつおか えみこ、1967年7月26日 - ）は、日本の女性声優。かつては劇団昴に所属していた。

## 出演作品

### テレビアニメ
- EAT-MAN（ストリッパーB、巫女B、男の子B、コンパニオンB）
- ナースエンジェルりりかSOS（桑野みゆき、かおりの母）
- 名探偵コナン（尚美）

### 吹き替え
- ER緊急救命室 （コニー・オリガリオ〈コニー・マリー・ブラゼルトン〉）※第1〜第2シーズンのみ
- ターミナル・ベロシティ
- テネシー・ナイツ（ミニー〈ステイシー・ダッシュ〉）
- マチルダ
- 愉快なシーバー家（チョウザメ一家 #6）